# Volvo T 31-34
Volvo T 31-34 är en serie traktorer från Volvo tillverkade mellan 1949 och 1957 i 10.474 exemplar. T 31 och 33 har motor för fotogen, T 32 och 34 för bensin, T31 och 32 är i normalutförande med bakdäcken i dimensionen 13-30, medan 33 och 34 är i s.k. row crop-utförande med däcksdimensionen 11-38, och således bättre anpassade för t.ex. ogräshackning av radsådda grödor såsom raps och sockerbetor. 
Denna modellserie är i tillämpliga delar identisk med de dieseldrivna modellerna Bolinder-Munktell BM 35/36.

## Andra utföranden
BM/Volvo projekterade tillverkning av denna traktorserie i ett grönmålat BM-utförande, det är dock oklart om denna verkligen kom till stånd.

## Tekniska data
- Motor: T31 och 33: D4F (fotogen), T32 och 34: D4B (bensin)
- Motoreffekt: 38 / 51 hk, 1 800 r/min
- Transmission: 5 fram,1
- Hastighet T31/32: maxfart 24,6 km/h, back 5,2 km/h
- Hastighet T33/34: maxfart 26,6 km/h, back 5,6 km/h
- Bränsletank: 60 L
- Kylsystem: 15 L
- Vikt: 2 260 kg
- Hjulbas: 2 010 mm
- Längd: 3 190 mm